# Aleš Debeljak
Aleš Debeljak (Liubliana, 25 de diciembre de 1961-Peračica, 28 de enero de 2016) fue un poeta, ensayista y crítico cultural esloveno. Se le considera uno de los principales intelectuales contemporáneos de Europa Central.

## Biografía
Debeljak nació en tiempos de la República Federal Socialista de Yugoslavia. Estudió literatura comparada en la Universidad de Liubliana, de donde se graduó en 1985. Continuó sus estudios en la Universidad de Syracuse, en donde obtuvo un doctorado en sociología de la cultura en 1989.  A continuación estuvo adscrito al programa Fulbright en la Universidad de California, Berkeley lo mismo que a programas académicos en universidades europeas.
Durante la disolución de Yugoslavia, Debeljak participó activamente en el proceso de democratización de su país.
Fue profesor en la Universidad de Liubliana.

## Obra
Debeljak publicó sus poemas desde que estaba en el colegio. Su talento fue reconocido por los poetas Veno Taufer y Tomaž Šalamun, quien declaró que era el mejor de su generación.
Su obra se caracteriza por su melancolía y una reafirmación de los valores tradicionales. 
Además de su actividad como poeta y crítico cultural, Debeljak también fue colaborador habitual del diario Delo y la Nova revija. 
Ha sido traducido a varias lenguas.